# Świadkowie Jehowy w Tanzanii
Świadkowie Jehowy w Tanzanii – społeczność wyznaniowa w Tanzanii, należąca do ogólnoświatowej wspólnoty Świadków Jehowy, licząca w 2023 roku 20 846 głosicieli, należących do 417 zborów. Na dorocznej uroczystości Wieczerzy Pańskiej w 2023 roku zgromadziły się 61 072 osoby. Działalność miejscowych głosicieli koordynuje kenijskie Biuro Oddziału. Biuro Krajowe mieści się w Dar es Salaam.

## Historia

### Początki
W roku 1930 działalność w Tanganice i Zanzibarze podjęli Robert Nisbet i David Norman z Kapsztadu. W roku 1948 w południowo-zachodniej części kraju działała kilkuosobowa grupa głosicieli. Wkrótce dołączyli do nich misjonarze, absolwenci Szkoły Gilead.

### Rozwój działalności, zakaz i uznanie prawne
W roku 1950 liczba głosicieli przekroczyła 100 osób. W latach 50. XX wieku w całym kraju wyświetlano film Społeczeństwo Nowego Świata w działaniu. W 1960 roku przekroczono liczbę 500 głosicieli. Rok później pierwsi głosiciele pojawili się w Zanzibarze – Roston i Joan MacPhee. W roku 1963 w Dar es-Salaam przemówienie wygłosił Milton George Henschel. Od roku 1963 rozpoczęły się masowe aresztowania Świadków, prowadzących działalność kaznodziejską. W roku 1964 na kongresie pod hasłem „Owoce ducha” było obecnych ponad 1000 osób.
3 kwietnia 1965 roku władze zakazały działalności Świadkom Jehowy. W roku 1968 w kraju działało ponad 1000 głosicieli. Wielu Świadków szukało schronienia w krajach ościennych i tam też uzyskali pomoc humanitarną od swoich współwyznawców. Wielu Świadków, których nie uwięziono, uczestniczyło w corocznych kongresach w Kenii.
W roku 1987 władze zniosły zakaz działalności Świadków Jehowy. W 1994 roku zanotowano liczbę ponad 5000 głosicieli, a rok później – 5 października – oficjalnie zarejestrowano Stowarzyszenie Świadków Jehowy w Tanzanii. W 1996 roku wydano Chrześcijańskie Pisma Greckie w Przekładzie Nowego Świata (Nowy Testament) w języku suahili. W 2001 roku przekroczono liczbę 10 000  głosicieli. W roku 2002 w obozach dla uchodźców na terenie Tanzanii przebywało ponad 1200 Świadków Jehowy z innych krajów. Pomoc humanitarną zorganizowali głównie współwyznawcy z Francji, Belgii i Szwajcarii. Pomocą objęto również innych uchodźców (ponad 34% obozujących). 24 stycznia 2009 roku otwarto Biuro Oddziału. W 2010 roku przekroczono liczbę 15 tysięcy głosicieli, a w roku 2011 – 16 tysięcy. Wiosną 2011 roku do Tanzanii dotarli kolejni misjonarze Szkoły Gilead. Na uroczystości Wieczerzy Pańskiej zebrało się 57 399 osób. W latach 2011–2012 zorganizowano pomoc dla współwyznawców poszkodowanych przez powódź.
13 lipca 2013 roku Sąd Apelacyjny, najwyższa instancja sądowa w Tanzanii, jednogłośnie orzekł, że placówki oświatowe w regionie Mbeya pogwałciły wolność religijną 127 uczniów, których ukarano bądź wyrzucono ze szkół za podyktowaną sumieniem odmowę śpiewania hymnu państwowego. Tym samym Sąd Apelacyjny uchylił oraz anulował wszystkie konsekwencje niejednogłośnej decyzji Sądu Najwyższego z 2010 roku, w której podtrzymano postanowienie o wydaleniu uczniów ze szkół w 2007 roku.
W roku 2015 z okazji wizyty przedstawiciela Biura Głównego Świadków Jehowy odbyło się specjalne zebranie, którego program  transmitowano do 19 miejsc i z którego skorzystało ponad 18,5 tysiąca osób. W 2017 roku wydano Pismo Święte w Przekładzie Nowego Świata w języku suahili. We wrześniu 2018 roku w Maputo w Mozambiku odbył się kongres specjalny pod hasłem „Bądź odważny!” z udziałem delegacji z Tanzanii. 3 kwietnia 2021 roku Albert Musonda, członek zambijskiego Biura Oddziału, ogłosił w nagranym wcześniej przemówieniu wydanie zrewidowanej edycji Chrześcijańskich Pism Greckich w Przekładzie Nowego Świata w języku mambwe-lungu. W związku z pandemią COVID-19 zorganizowano specjalne zebranie w trybie wideokonferencji, które obejrzało 325 głosicieli w Tanzanii i 2531 głosicieli w Zambii posługujących się tym językiem. W roku 2023 przekroczono liczbę 20 tysięcy głosicieli. W kwietniu 2024 roku zorganizowano pomoc humanitarną dla poszkodowanych przez powódź.
W miejscowym Biurze Tłumaczeń tłumaczy się literaturę biblijną na język suahili.